# Горщиківська сільська територіальна громада
Горщиківська сільська територіальна громада — територіальна громада в Україні, в Коростенському районі Житомирської області. Адміністративний центр — село Горщик.

## Загальна інформація
Площа території громади — 133,4 км², кількість населення — 2 860 осіб (2020).
Станом на 2018 рік, площа території громади становила 133,7 км², кількість населення — 2 961 мешканець.
У 2016 році площа території становила 133,68 км², населення — 3 047 мешканців.

## Населені пункти
До складу громади входять 10 сіл: Березівка, Боровиця, Вигів, Видень, Горщик, Давидки, Дружбівка, Жупанівка, Краснопіль та Піски.

## Старостинські округи[4]
- Вигівський (села Вигів, Боровиця, Краснопіль)
- Давидківський (села Давидки, Видень, Дружбівка)

- села Горщик, Березівка, Жупанівка, Піски не входять до складу жодного зі старостинських округів, роль старости виконує голова громади

## Історія
Утворена 22 липня 2016 року шляхом об'єднання Вигівської, Горщиківської та Давидківської сільських рад Коростенського району Житомирської області.
Склад громади затверджено розпорядженням Кабінету Міністрів України № 711-р від 12 червня 2020 року «Про визначення адміністративних центрів та затвердження територій територіальних громад Житомирської області».
Відповідно до постанови Верховної Ради України від 17 липня 2020 року, громада увійшла до складу новоствореного Коростенського району Житомирської області.